# Petroglyph Games
Petroglyph Games ist ein am 1. April 2003 gegründeter unabhängiger Computer-Spieleentwickler mit Sitz in Las Vegas (USA). Am 6. Juni 2007 beschäftigte das Unternehmen 53 Mitarbeiter und 15 Forenbetreuer.
Die Mehrheit der Gründungsmitglieder des Teams hatte bisher in den Westwood Studios vor allem an der bekannten Echtzeitstrategiespielreihe Command & Conquer mitgewirkt. Als Westwood von Electronic Arts übernommen und in EA Pacific überführt wurde, verließen viele Entwickler nach und nach EA Pacific und einige von ihnen gründeten Petroglyph. Neben ehemaligen Westwood-Mitarbeitern umfasst Petroglyph auch Programmierer, die zuvor u. a. bei den Bitmap Brothers, bei Virgin Interactive und Firaxis gearbeitet haben.
Am 16. Februar 2006 erschien mit Star Wars: Empire at War das erste Spiel des Studios. Publisher und Star-Wars-Lizenzgeber war LucasArts.
Dem RTS-Genre folgend, wurde am 27. Januar 2007 ihr zweites Spiel, Universe at War: Earth Assault, bekannt gegeben.
Bis 2014 arbeitete Petroglyph an dem Titel End of Nations, einem auf dem Echtzeitstrategie-Genre basierenden MMO, das später in ein MOBA umgewandelt wurde, dessen Entwicklung schlussendlich aber eingestellt wurde.
Im Februar 2013 gab Petroglyph bekannt, dass sie an einem im Zweiten Weltkrieg spielenden Spiel namens Victory arbeiten. Nach einer erfolglosen Kickstarter-Kampagne wurde die Entwicklung eingestellt.
Im Januar 2015 wurde das Science-Fiction Echtzeit-Strategiespiel Grey Goo vorzeitig veröffentlicht, nachdem die Beta-Phase übersprungen wurde. Im Oktober 2015 musste das Studio einige Mitarbeiter entlassen. 2016 erschien überraschend das Download-Spiel 8-Bit Armies im Selbstverlag. 2017 wurde ein neuer Echtzeit-Strategie-Titel Forged Battalion angekündigt.
2019 entwickelte Petroglyph ein teambasiertes PvP-Multiplayer-Spiel namens Earthbreakers, welches Egoshooter und Echtzeitstrategie kombiniert. Aufgrund von Finanzierungsschwierigkeiten wurde die Entwicklung unterbrochen. Im selben Jahr erschien Conan: Unconquered ein Survival-RTS angesiedelt im Universum von Conan dem Barbaren.
Zusammen mit Electronic Arts wurde ein Remaster von Command & Conquer und Command & Conquer: Alarmstufe Rot angekündigt und im Juni 2020 als Command & Conquer Remastered Collection über Steam und Origin veröffentlicht.
Mit The Great War: Western Front erschien ein Strategiespiel mit Erster-Weltkrieg-Thematik im März 2023.